# Kuglački klub Silos Đakovo
KK Silos je kuglački klub iz Đakova. 
Trenutačno se natječe u 2. hrvatskoj ligi - istok nakon što su u protekloj sezoni osvojili 1. mjesto u 3. HL - zona Osijek.

## Vanjski izvori
- Kuglački savez OS